# HC Lipeck
HC Lipeck (ru: ХК Липецк) je hokejový klub z Lipecku, který hraje Ruskou ligu ledního hokeje (2. liga po Kontinentální hokejové lize) v Rusku.

## Bývalé názvy
- 1979–1980:Metallurg Lipeck
- 1980–1992:Traktor Lipeck
- 1992–1994:Russkij Wariant Lipeck
- 1994- :HC Lipeck